# Ернст Нікіш
Ернст Нікіш (нім. Ernst Niekisch; 23 травня 1889, Требніц — 27 травня 1967, Західний Берлін) — німецький політик та ідеолог націонал-більшовизму, противник гітлеризму. Спочатку він був членом Соціал-демократичної партії (СДПН) та Старої соціал-демократичної партії (Alte Sozialdemokratische Partei), а згодом став видатним представником націонал-революційної течії консервативної революції та націонал-більшовизму.

## Біографія

### Раннє життя
Народився 27 травня 1889 Требніці (Сілезія), юність провів в баварському містечку Нердлінген. Працював шкільним учителем.
У 1917 році Нікіш вступив в Соціал-демократичну партію Німеччини. У листопаді 1918 року стає головою Ради робітничих і солдат міста Аугсбурга. У 1919 брав участь в встановленні радянської влади в Баварії.  На початку року, після відставки Курта Айснера і безпосередньо перед створенням Баварської радянської республіки, Нікіш деякий час фактично керував центральною виконавчою владою Баварських рад - тимчасового керівного органу. Після цього Нікіш на деякий час виходить з СДПН і вступає в утворену на базі лівого крила німецької соціал-демократії Незалежну соціал-демократичну партію Німеччини (НСДПН). У 1919 він обирається від НСДПН в баварський парламент, однак незабаром повертається в СДПН. У 1925 році він відбув короткий строк у в'язниці за участь у невдалому баварському перевороті.

### Націонал-більшовизм
У 1920-ті роки погляди Нікіша еволюціонують, він знаходиться під впливом націоналістичних ідей. Залишаючись членом СДПН, Нікіш критикує пацифістську позицію партійного керівництва і політику, що проводилася владою Веймарської республіки. Зокрема, він виступає проти згоди Німеччини на умови «План Дауеса» і підписання Локарнського договору 1925 року. Нікіш організовує платформу в СДПН, прямо протилежну позиції ідеолога соціал-демократії Едуарда Бернштейна, що призводить до його ізоляції. У 1926 Нікіш був виключений з СДПН. 
У тому ж році переходить в невелику Стару соціал-демократичну партію Саксонії. Нікіш стає головним редактором партійного журналу «Der Volksstaat» — «Народна держава»). Партія переходить під контроль Нікіша і сприймає як ідеологію сповідуваний ним націоналістичний варіант соціалізму.
1 липня 1926 року Нікіш засновує власний журнал «Widerstand» (Опір). Епіграфом журналу стали слова Клаузевіца: «Опір — це така діяльність, внаслідок якої сили ворога повинні постійно руйнуватися в таких масштабах, що ворог повинен відмовитися від своїх цілей».
Починаючи з 1927 року Нікіш зближується з Августом Віннігом, а через нього з усіма основними фігурами «консервативної революції», молодоконсерваторами, неонаціоналістами і представниками руху «бюндіш». Зустріч з Ернстом Юнгером стає вирішальною подією для ідеологічної еволюції Нікіша. В інтелектуальних колах, близьких до журналу «Widerstand», поступово розробляється ідеологія націонал-більшовизму.
Нікіш і його послідовники називають себе «націонал-більшовиками», підкреслюючи як національний, так і соціальний характер своєї боротьби. У націонал-більшовицької ідеології ортодоксально марксистська ідея про «пролетарську організацію класу» поступається місцем ідеї про «пролетарської організації всього народу», що повинно було привести до звільнення «всього народу», «національного цілого».

Аналізуючи події, що слідували за Листопадовою революцією 1918 року, Нікіш писав: 
 «Безнадія положення Німеччини полягає в тому, що в якості елементарної події не відбулося об'єднання класової боротьби пролетаріату з національним пафосом. Воля до класової боротьби, яка зосереджена на своїй чистоті і невизначеності, не звільняє навіть той соціальний шар, який її веде. Воля до класової боротьби як політичний інструмент і вмістилище національної волі до життя звільняє народи.» 
 Націонал-більшовики наполягали на соціальній революції, покликаній звільнити німецький робітничий клас від панування експлуататорів, але при цьому наголошували, що соціальна революція може здійснитися тільки в контексті національної революції і лише в тому випадку, якщо вона поставить своїм політичним завданням створення принципово нового типу держави.
У 1930 рік Нікіш опублікував свою програму, в якій було перераховано «6 пунктів німецького протесту»: проти «ідей 1789 року», проти індивідуалізму, капіталізму, марксизму, парламентаризму, проти Заходу як батьківщини цих ідей, проти варварського азійського більшовизму. Політична частина програми складалася з наступних тез: «повернутися обличчям до Сходу і його позитивним цінностям, здійснити необхідний вихід зі світового капіталістичного господарства, організувати примусове переселення з міст у село, створити передумови для селянського життя, здійснити відмову від ідей гуманізму, відмовитися від приватної власності, замість неї виховувати почуття обов'язку і служіння народу і державі».

### «Ostorientierung»
Визначальною ознакою, що відрізняє німецьких націонал-більшовиків від інших представників консервативно-революційного руху, був підвищений інтерес до досвіду російського більшовизму. Радянський Союз розглядався націонал-більшовиками в якості головного союзника Німеччини в боротьбі з «буржуазним Заходом». За словами Нікіша, «революційна і соціалістична Німеччина в союзі з революційною Росією може перемогти буржуазний Захід, а потім національне визволення Німеччини від Версальського диктату послужить імпульсом до світової соціалістичної революції». У своїй книзі «Третя імперська фігура» (нім. "Das dritte imperiale Figur") Нікіш писав про «спільність долі» (нім. "Schicksalgemeinschaft") німців і росіян і про необхідність «Східної орієнтації» (нім. "Ostorientirung"). «Ми повинні, — писав він, — провести повне відділення від Заходу. Ми оголошуємо себе прихильниками законів і цінностей країн східніше Ельби. У країнах Заходу до німців ставляться як до неповноцінних, на Сході ж вони — провідна сила. Тим, чим був Рим для Заходу, повинен стати Потсдам для сходу. Світове панування всього римського пройшло, на черзі — Схід».
Вивчаючи радянський досвід, Нікіш стає членом організації ARPLAN — «Асоціації дослідження російської планової економіки» під керівництвом Арвіда Гарнака, в якій також брали участь Ернст Юнгер, Дьйордь Лукач, Карл Віттфоґель і Фрідріх Гільшер. Під впливом останнього в 1932 році Нікіш відвідує СРСР. Бувши в 1932 році в Москві, Нікіш був вражений в розмові з Карлом Радеком упевненістю останнього в тому, що як тільки Гітлер прийде до влади, він укладе угоду з Сталіним.

### Третій Рейх
Рух Нікіша об'єднував людей, які прийшли як зліва, так і з правого націоналізму. Після 1933 року Нікіш входить в опозицію проти НСДАП. Сенс цієї опозиції сформульований в книзі Нікіша «Гітлер — злий рок для Німеччини» (нім. "Hitler Ein deutsches Verhängnis"), опублікованій незадовго до приходу нацистів до влади, в 1932 році. Нікіш був одним з перших представників консервативно-революційного руху, який розпізнав небезпеку гітлеризму. Він підкреслював, що націонал-більшовизм категорично несумісний з антикомуністичною істерією.
Після деякого часу перебування в підпіллі, в 1937 році Нікіш був заарештований гестапо і депортований в концентраційний табір, де перебував в 1937 — 1945 роках.

### Пізне життя
Після 1945 року Нікіш переїхав в радянську зону окупації і згодом став громадянином НДР. До 1953 року викладав соціологію в Берлінському університеті імені Гумбольдтів. У 1953 році на знак протесту проти придушення робітничого повстання в НДР 17 червня 1953 року переїхав до Західного Берліну, де і помер у 1967 році.

## Спадщина
Після своєї смерті Нікіш був одним з багатьох письменників, серед яких можна назвати Освальда Шпенґлера, Артура Меллера ван ден Брука, Вільфредо Парето та Карла Шмітта, чиї роботи були опубліковані «Групою дослідження та вивчення європейської цивілізації» (Groupement de recherche et d'études pour la civilisation européenne; GRECE) та іншими учасниками консервативно-революційного руху.

## Праці
- Der Weg der deutschen Arbeiterschaft zum Staat. Verlag der Neuen Gesellschaft, Berlin 1925
- Grundfragen deutscher Außenpolitik. Verlag der Neuen Gesellschaft, Berlin 1925
- Gedanken über deutsche Politik. Widerstands-Verlag, Dresden +1929
- Politik und Idee. [Erweiterung eines Vortrags]. Widerstands-Verlag Anna Niekisch, Dresden 1 929 (Schriften des «Widerstand», Band 2)
- Entscheidung. Widerstands-Verlag, Berlin 1930
- Der politische Raum deutschen Widerstandes. Widerstands-Verlag, Berlin 1931
- Hitler — ein deutsches Verhängnis. Zeichnungen von A. Paul Weber. Widerstands-Verlag, Berlin 1932
- Im Dickicht der Pakte. Widerstands-Verlag, Berlin 1935
- Die dritte imperiale Figur. Widerstands-Verlag 1935
- Deutsche Daseinsverfehlung. 1. Auflage 1946 Nachdruck: Fölbach Verlag, Koblenz 1990, ISBN 3-923532-05-9
- Das Reich der niederen Dämonen. [Eine Analyse des Nationalsozialismus]. Rowohlt, Hamburg 1953
- Gewagtes Leben. Begegnungen und Begebnisse. Kiepenheuer & Witsch, Köln und Berlin 1958 (Erste Ausgabe der Autobiographie des «Nationalbolschewisten» Ernst Niekisch)
- Die Freunde und der Freund. Joseph E. Drexel zum 70. Geburtstag, 6. Juni 1966. [Von Ernst Niekisch ua ]. Verlag Nürnberger Presse, Nürnberg 1966
- Erinnerungen eines deutschen Revolutionärs. Verlag Wissenschaft und Politik, Köln
  - Band 1: Gewagtes Leben 1889—1945. 1974, ISBN 3-8046-8485-8
  - Band 2: Gegen den Strom 1945—1967. 1974, ISBN 3-8046-8486-6
- Widerstand. Ausgewählte Aufsätze aus den «Blättern für sozialistische und nationalrevolutionäre Politik» Hg. Uwe Sauermann, Sinus-Verlag, Krefeld 1982, Neuauflage: Verlag der Deutschen Stimme, Riesa ca.